# Aguacateco
Os Aguacatecas são um povo maia da Guatemala, localizado principalmente na municipalidade de Aguacatán (Huehuetenango), cujo idioma é a língua aguacateca, relacionada à língua ixil.